# توگرگ، گووی التای
توگرگ، گووی التای (به لاتین: Tögrög, Govi-Altai) یک منطقهٔ مسکونی در مغولستان است که در استان گاوی-آلتای واقع شده‌است.